# Najlepszy Przekaz w Mieście
Najlepszy Przekaz w Mieście (NPWM) – polska grupa hip-hopowa założona przez Adama Rudnickiego oraz Kamila Woronieckiego w lipcu 2010 roku.
W 2012 roku wziął udział w 3 edycji popularnego programu Telewizji Polsat – Must Be the Music, gdzie w finale zdobył drugie miejsce. W październiku 2012 roku zespół wydał płytę pt. Słowa prawdy. W czerwcu 2013 nakładem wytwórni My Music NPWM wydał singel pt. "Uwierz w siebie".

## Dyskografia
Albumy
| Tytuł        | Dane dot. albumu                                                                                   |
| ------------ | -------------------------------------------------------------------------------------------------- |
| Słowa prawdy | - Data: 23 października 2012 - Label: Konkol Music/EMI Music Poland - Format: CD, digital download |

Single
| "Uwierz w siebie"            | 2013 | —  | —  | — |
| "Zawsze do celu"             | 2014 | 17 | 4  | — |
| "Tylko ona"                  | 2015 | 5  | 17 | 2 |
| "—" singel nie był notowany. |      |    |    |   |

## Teledyski
| Tytuł                                            | Rok  | Reżyseria                                       | Album        | Źródło |
| ------------------------------------------------ | ---- | ----------------------------------------------- | ------------ | ------ |
| "Wyciągamy dzieci z bramy" (gościnnie: DPW)      | 2011 | Dariusz Skowroński, TV Mława                    | Słowa prawdy | [ 9 ]  |
| "Nic o mnie nie wiesz" (gościnnie: Ola Manelska) | 2012 | Szymon Kołodziejczyk, X Generation Film Factory | Słowa prawdy | [ 10 ] |
| "Zobacz wybierz słuchaj" (gościnnie: Alexandra)  | 2012 | —                                               | Słowa prawdy | [ 11 ] |
| "Uwierz w siebie"                                | 2013 | —                                               | —            | [ 12 ] |
| "Zawsze do celu"                                 | 2014 | —                                               | —            | [ 13 ] |
| "Tylko ona"                                      | 2015 | Dawid Napierała                                 | —            | [ 14 ] |

## Nagrody i wyróżnienia
| Rok  | Nagroda           | Kategoria                | Tytułem                            | Nota      | Źródło |
| ---- | ----------------- | ------------------------ | ---------------------------------- | --------- | ------ |
| 2014 | Eska Music Awards | Najlepszy radiowy debiut | Najlepszy Przekaz w Mieście (NPWM) | Nominacja | [ 15 ] |